# Robotrepülőgép

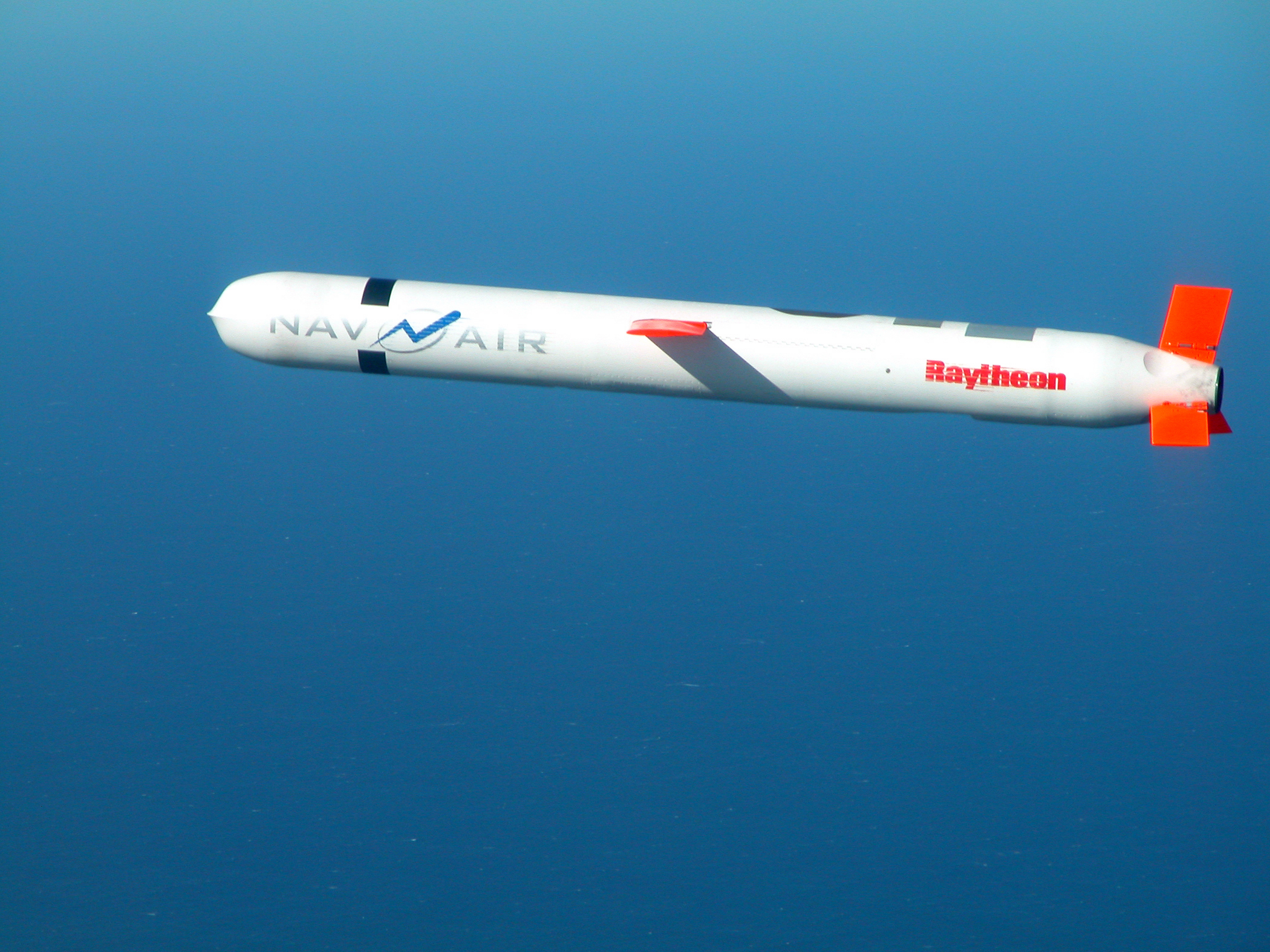
AGM–109 Tomahawk robotrepülőgép tesztpéldánya a levegőben. A hosszúkás, hengeres törzs behajtott szárnyakkal éppen belefér a tengeralattjárók 533 mm-es torpedóvető csövébe

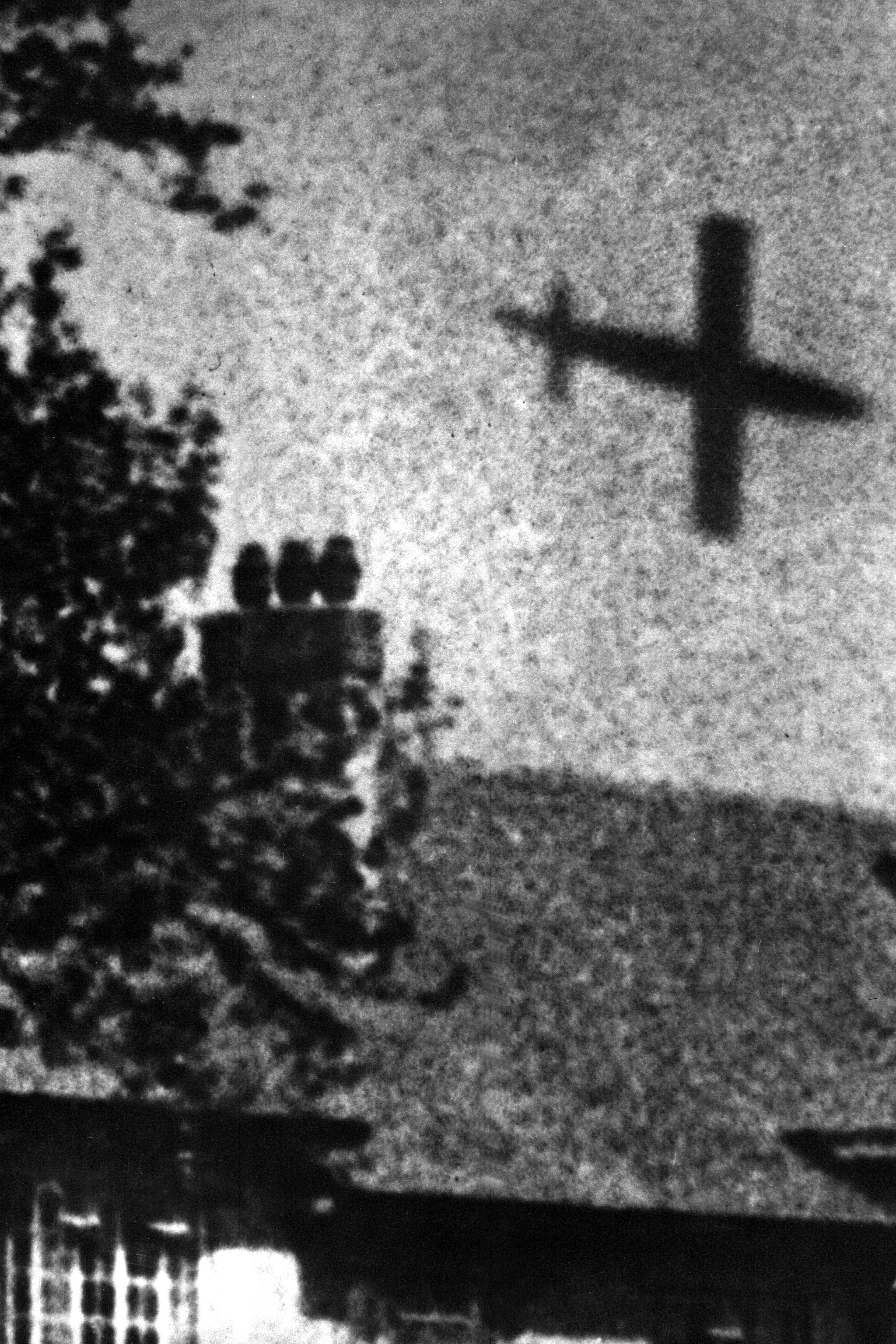
V–1 London felett

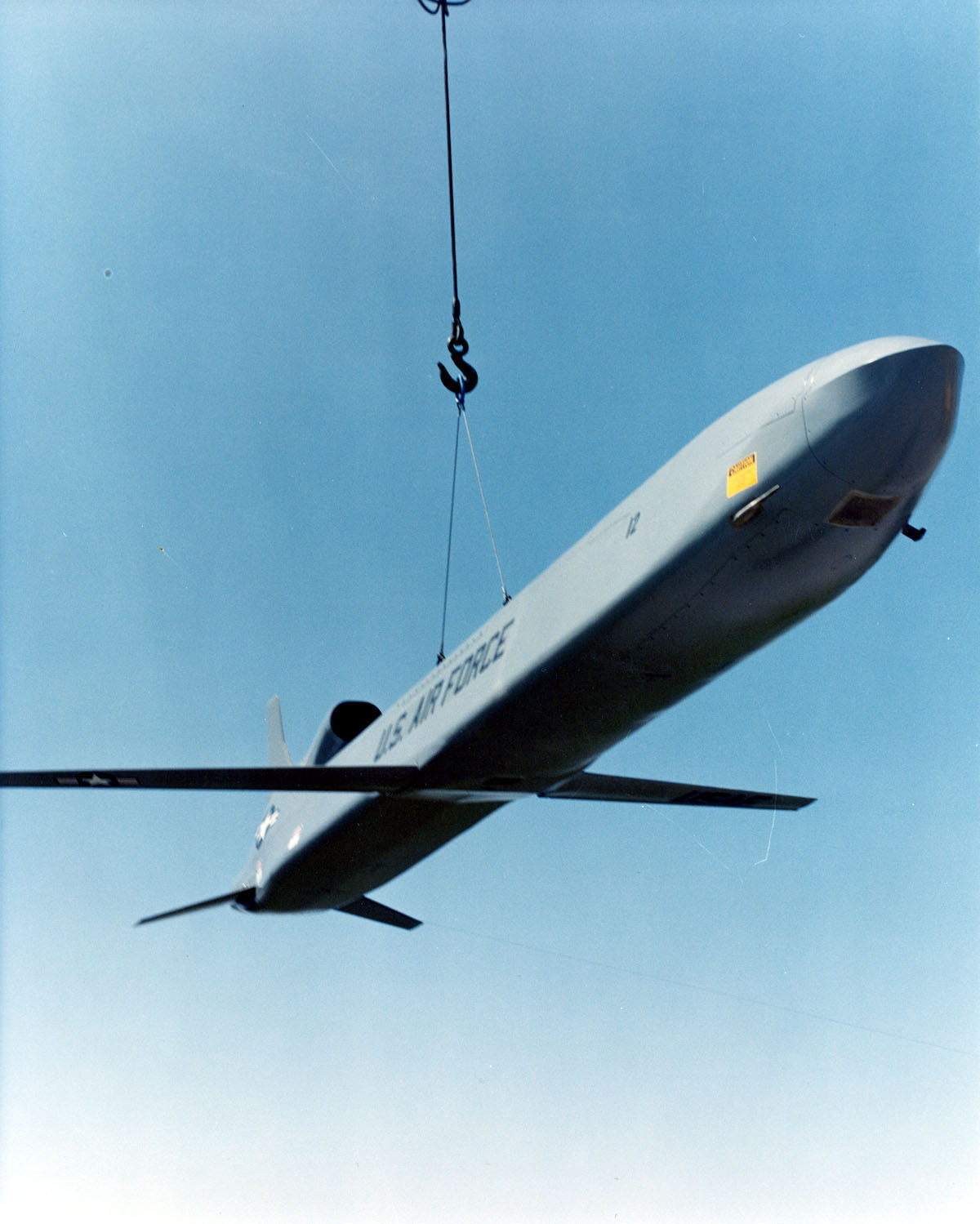
A hidegháború egyik legelterjedtebb robotrepülőgépe, az amerikai AGM–86 ALCM, mely elsősorban a B–52 Stratofortress nehézbombázók fegyvere volt

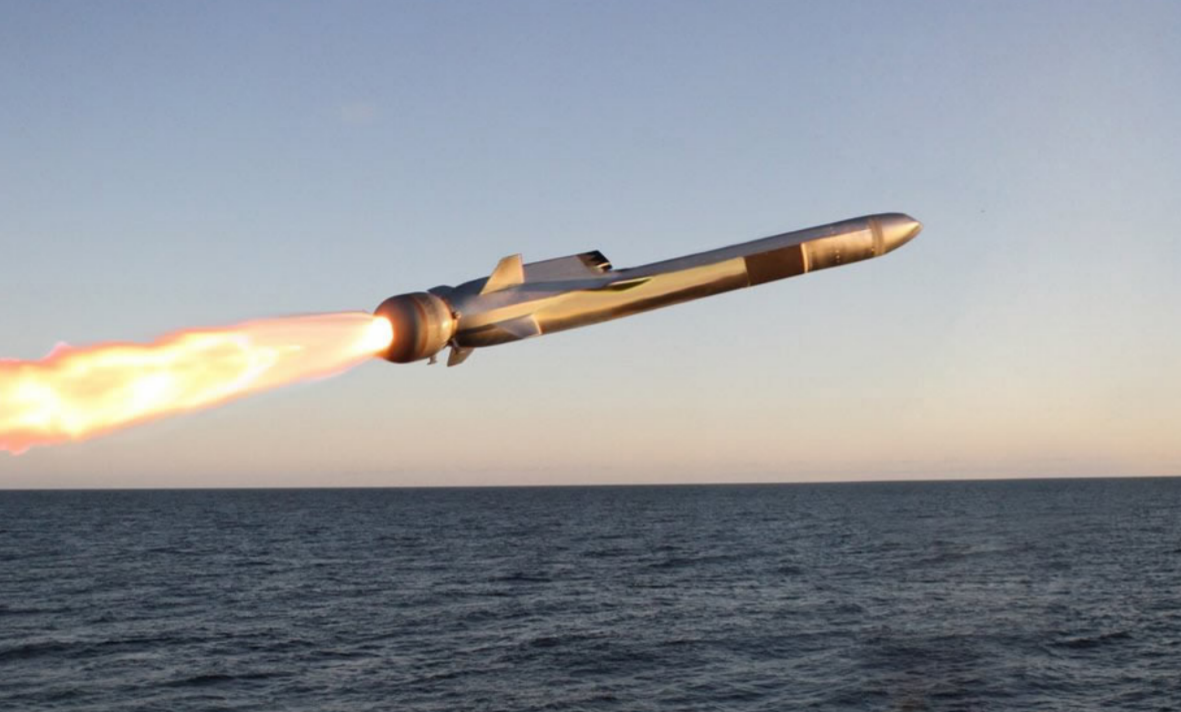
Naval Strike Missile

A robotrepülőgép irányított fegyverfajta, mely a célig tartó utat a levegőben, repülőgépekhez hasonlóan repülve teszi meg. Az irányított rakétától az különbözteti meg, hogy szárnyain vagy törzsén aerodinamikai felhajtóerő keletkezik (a rakéták repülhetnek ballisztikus pályán is, ez esetben nincsen szükség levegőre), a repüléshez szükséges energiát pedig rendszerint a környező levegőt felhasználó sugárhajtómű-típusok szolgáltatják (az irányított rakéták rakétahajtóműve az égéshez nem a környező levegőt, hanem a rakéta által szállított oxidálóanyagot égeti). A pilóta nélküli repülőgépekkel ellentétben, melyek rendszerint többször használatos felderítő eszközök, a robotrepülőgép a cél eltalálásakor megsemmisül.
Helytelen és hibás fogalom a magyar sajtóban gyakran emlegetett cirkálórakéta megnevezés. Ugyanis a nem rakétahajtású repülőeszközök nem minősülnek rakétának. Eredete az angol cruise missile hibás tükörfordításából vezethető le. Az angol nyelvű terminológiában a missile több mint rakéta: olyan lövedék-fegyver, amely a sugárhajtás valamelyike révén képes repülni. A cruise missile ennek irányított változata.

## Története
Az első, rendszerbe állított robotrepülőgép a második világháborús német V–1 volt, mely a mai robotrepülőgépek szinte minden ismertetőjegyével rendelkezett: a sugárhajtóműves repülőeszköznek hengeres törzse és egyenes szárnyai voltak, a célra vezérlést pedig tehetetlenségi irányítórendszer végezte. Bár elsősorban szárazföldi indítású változatait használták, létezett levegőből, és tervezték tengerről indítható fegyver kifejlesztését is.
Az 1950-es években a hidegháború szemben álló nagyhatalmai a német eredmények alapján folytatták a fegyverek fejlesztését, már atomtöltet hordozására alkalmassá téve őket, de a stratégiai csapásmérő feladatkörben az interkontinentális ballisztikus rakéták sokkal jobban beváltak, a robotrepülőgépek csak a másodhegedűs szerepét töltötték be. A Szovjetunióban az 1960-as évek elején az amerikai repülőgép-hordozók támadására külön haditengerészeti robotrepülőgépek fejlesztésébe kezdtek, melyeket tengeralattjárók és rakétás naszádok fedélzetére telepítettek. Ezen fegyverek, mivel mozgó célpontok ellen tervezték felhasználni őket, már végfázis-irányítással is rendelkeztek, a cél közelében egy rádiólokátor kapcsolódott be rajtuk, amely a nagyméretű hadihajó megtalálását végezte. A felőrlő háborúban egyiptomi naszádok ilyen fegyverekkel süllyesztették el az izraeli Eilat rombolót. Ezután ez a fegyverkategória gyorsan elterjedt, az 1970-es – 1980-as években számos ország fejlesztett ki hajók elleni robotrepülőgépeket, ezek közül a legnagyobb ismertségre a francia Exocet tett szert, elsősorban a Falkland-szigeteki és az irak–iráni háborúban elért sikerek miatt.
Az 1960-as évektől új, kisebb robotrepülőgépek jelentek meg a nehézbombázó repülőgépek arzenáljában is, így atombombáikkal nem kellett az ellenség erősen védett stratégiai céljaiig elrepülniük, elég volt akár több ezer kilométerről robotrepülőgépeiket elindítaniuk. Ezen korszerűbb robotrepülőgépek később megjelentek a rakétahordozóknál kisebb vadásztengeralattjárók fegyverzetében is, ezek a torpedóvető csöveikből tudták az akár atomtöltetet szállító fegyvereket indítani. Az ilyen fegyvereket lehet felszíni hadihajókról, vadászbombázó repülőgépekről és szárazföldi járműről is indítani. Mivel sokkal kisebbek voltak a ballisztikus rakétáknál, elrejtésük sokkal könnyebb volt. Az 1980-as években a robotrepülőgépet másodikcsapás-mérő fegyvernek tartották, feladata az atomháború első, ballisztikus rakétákkal megvívott ütközete után a megmaradt célpontok megsemmisítése lett volna, amikor a ballisztikus rakétákat már ellőtték vagy megsemmisítették.
A mikroelektronika forradalma lehetővé tette a korábbi irányítórendszerek pontosságának nagyságrendi javítását. A korszerű robotrepülőgépek már a hetvenes évektől rádiólokátorral folyamatosan térképezik az alattuk lévő tájat, és ezt összehasonlítják a memóriájukban eltárolt adatokkal, így a tehetetlenségi navigációnál sokkal pontosabban meg tudják határozni helyzetüket. Lehetővé vált több, új elven működő végfázis-irányítórendszer beépítése is, ma a szárazföldi célpontok támadásánál is lehetőség van a cél azonosítására rádiólokátor, infravörös vagy a látható fény tartományában dolgozó kamera segítségével. Pontosságuk növekedésével lehetőség nyílt robbanótöltetük, ezáltal az egész fegyver tömegének csökkentésére, léteznek néhány száz kilogramm indulótömegű, lopakodó kialakítású fegyverek is, melyeket vadászbombázó repülőgépek fedélzetéről lehet bevetni, navigációjukat elsősorban a nagyon olcsó GPS-rendszerrel végzik. Napjainkra a hagyományos robbanótöltetetekkel felszerelt robotrepülőgépek így nem csak az atomhatalmak arzenáljában, hanem a kisebb hadseregekben is elterjedtek.